# Xutu torony
A  Xutu torony (máltaiul:  Torri ta' Xutu ) vagy Xuta torony (máltaiul: Torri ta' Xuta), más néven Wied iż-Żurrieq torony (máltaiul: Torri ta' Wied iż-Żurrieq) kis őrtorony Máltán, Qrendiben, Wied Iż-Żurrieq település közelében. Egyike azoknak az erődtornyoknak, amelyeket az 57. máltai nagymester építtetett a szigetek partvédelmi hálózatának részeként 1638-ban. Az épület a 19. század végéig megőrizte őrtorony funkcióját. Jó állapotban van, nyitott a nagyközönség számára.

## Leírása
A torony kisméretű, négyzetes alaprajzú, kétszintes. Az alsó szint falai valamivel vastagabbak mint az emeleté és enyhén befelé dűtöttek. Bejárata a szárazföld felőli oldalon, a felső emeleten nyílik, ahová eredetileg csak létrán vagy kötélhágcsón lehetett feljutni. Lapos tetején mellvéd fut körbe két löveg számára kialakított horonnyal és egy kisebb lőporraktár áll rajta.
A belső tér egymás felett két helyiséget alkot, a födémek boltozatosak. Az ablaktalan alsó szint raktár volt, a felső szint pedig az ott állomásozó katonák lakótere és az őrhely, amelyet az egyetlen, tengerre néző kicsi ablak mellett alakítottak ki. A szellőzést egy tetőnyílás biztosította. 
Az erős falakon belül csigalépcső vezet fel a torony tetejére, ahol áll egy ágyú, amely még a máltai lovagok idejéből származik; nem sokkal a rend uralmának vége előtt, 1792-ben állították fel.

## Története

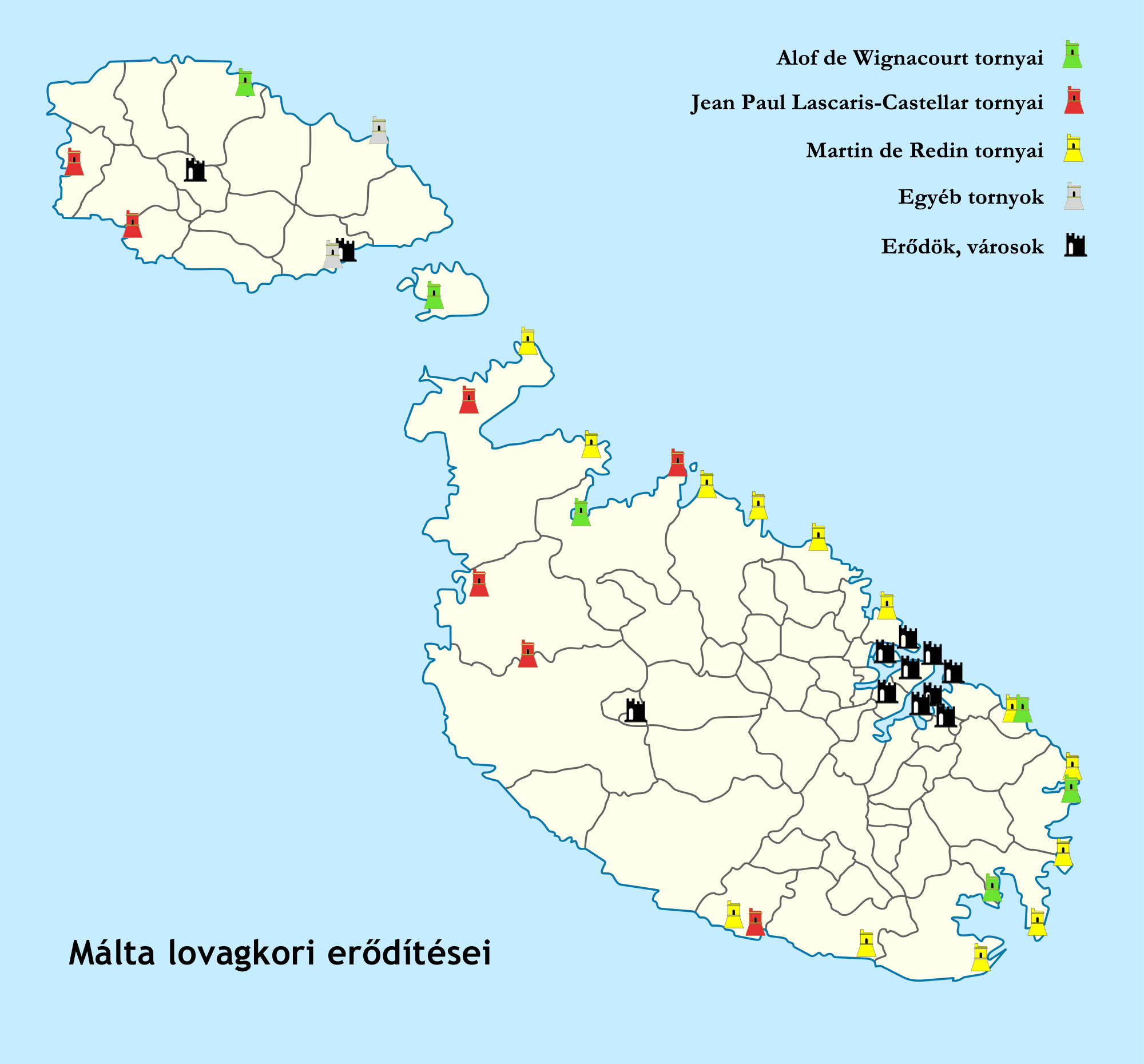
Málta 1530–1798 között épült partvédelmi rendszere

A Xutu torony Wied iż-Żurrieqben egy középkori őrhely helyére épült, Jean-Paul de Lascaris-Castellar nagymester magisztrátusa idején 1637–1638-ban. A Lascaris-tornyok építésének célja az volt, hogy őrhelyként működjenek és figyelmeztető lövéseket adjanak le a berber kalózokra vagy más ellenségesen közeledő hajókra. Ez a torony a máltai szigetek partvédelmi hálózatának részeként éjjel tűz-, nappal füstjelekkel kommunikált a többi erődítménnyel. Viszonylag kevés fegyverzettel rendelkezett, az őrszolgálatot három, négy ember látta el.
Az 1800-as évek elejétől a Máltai Királyi Vívóezred, majd később a Királyi Máltai Vívótüzérség személyzete szolgált benne 1873-ig, amikor elhagyták. A második világháború alatt ismét őrhelyként használták, majd a torony 2002-ig rendőrőrsként működött.
2013 márciusában a máltai kormány a Din l-Art Ħelwa szervezetet bízta meg a torony restaurálásával és konzerválásával. A munkálatok 2019-ben fejeződtek be, azóta a torony a nagyközönség számára látogatható.

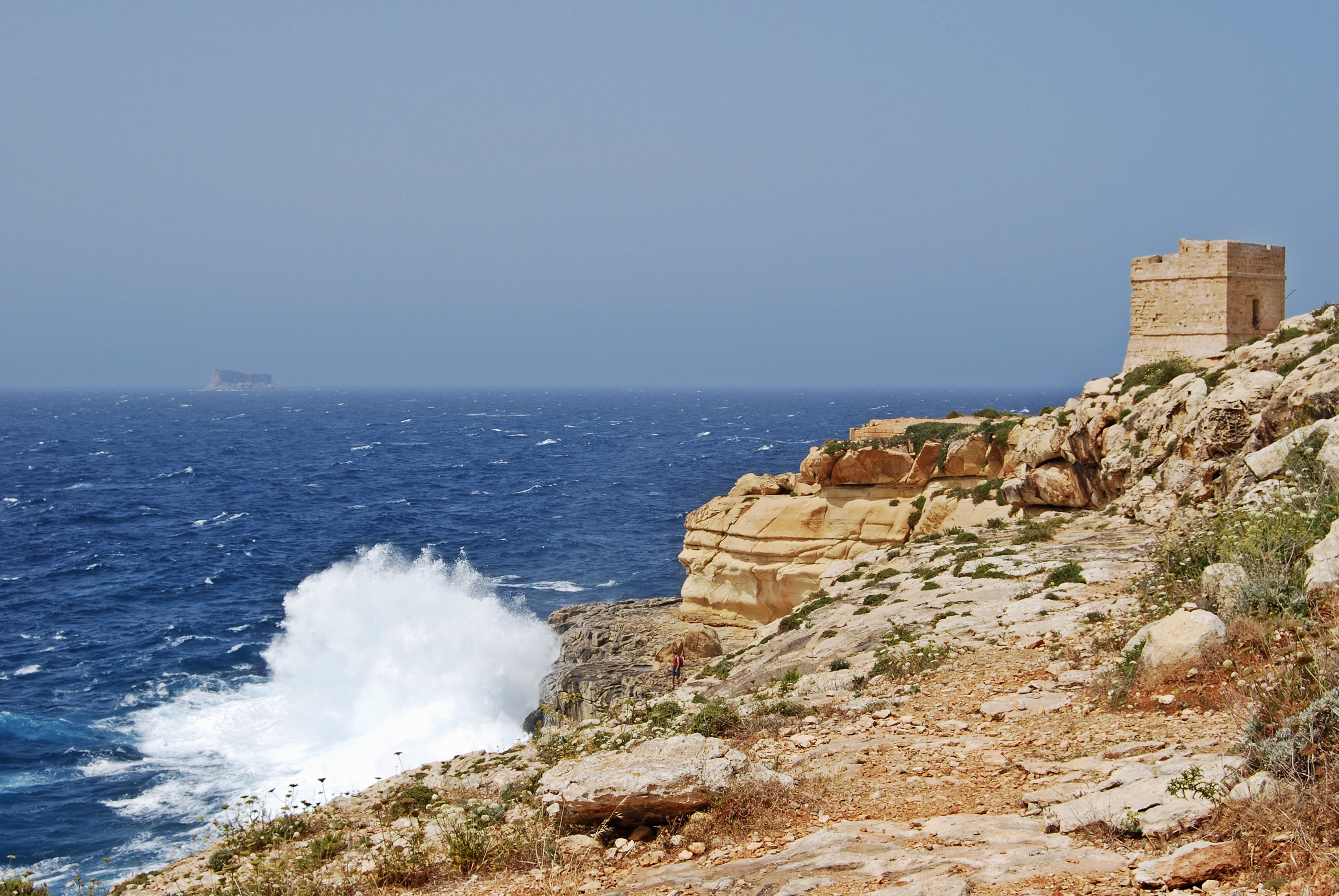
A Xutu torony
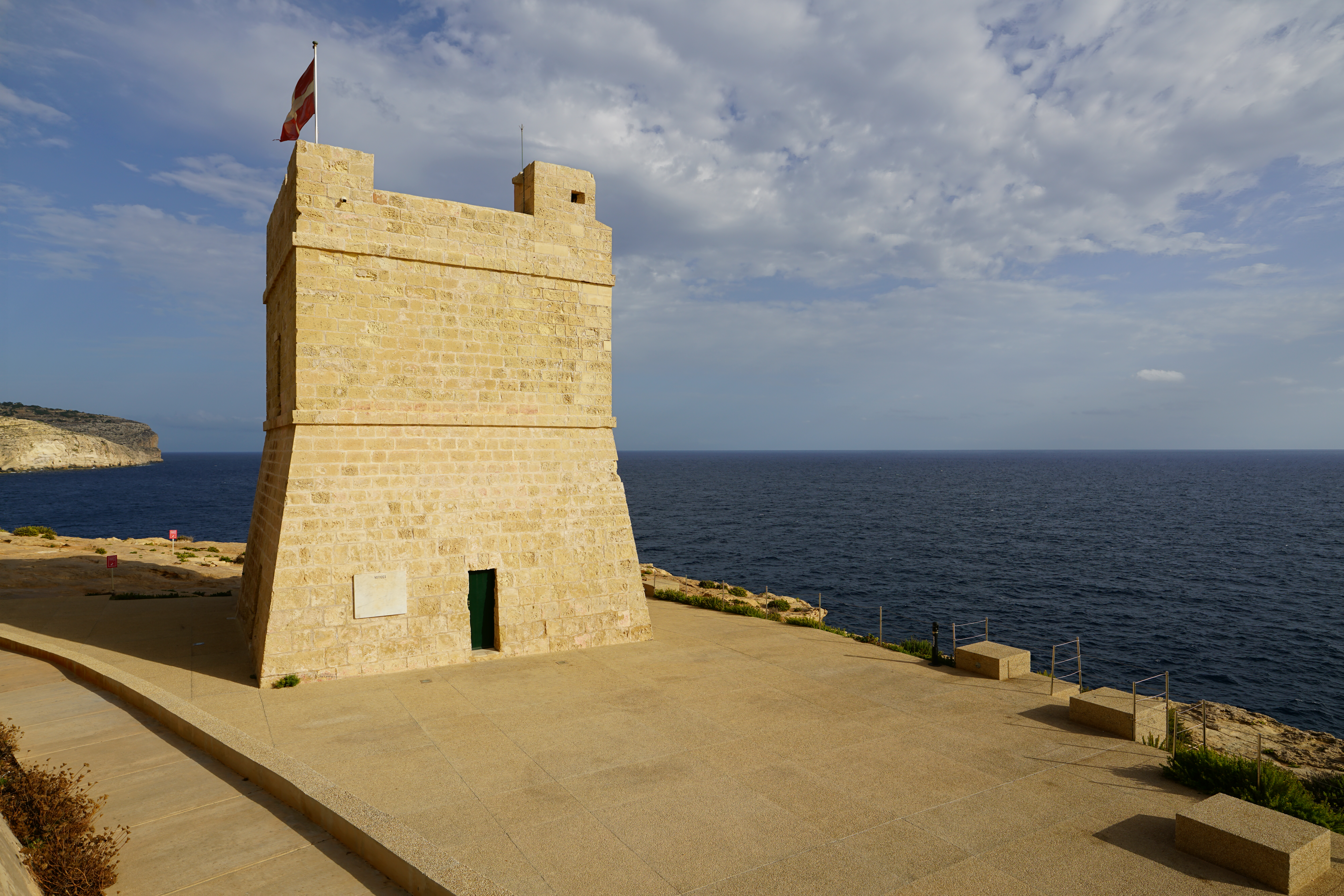
A zászló azt jelzi, hogy a torony nyitva van.
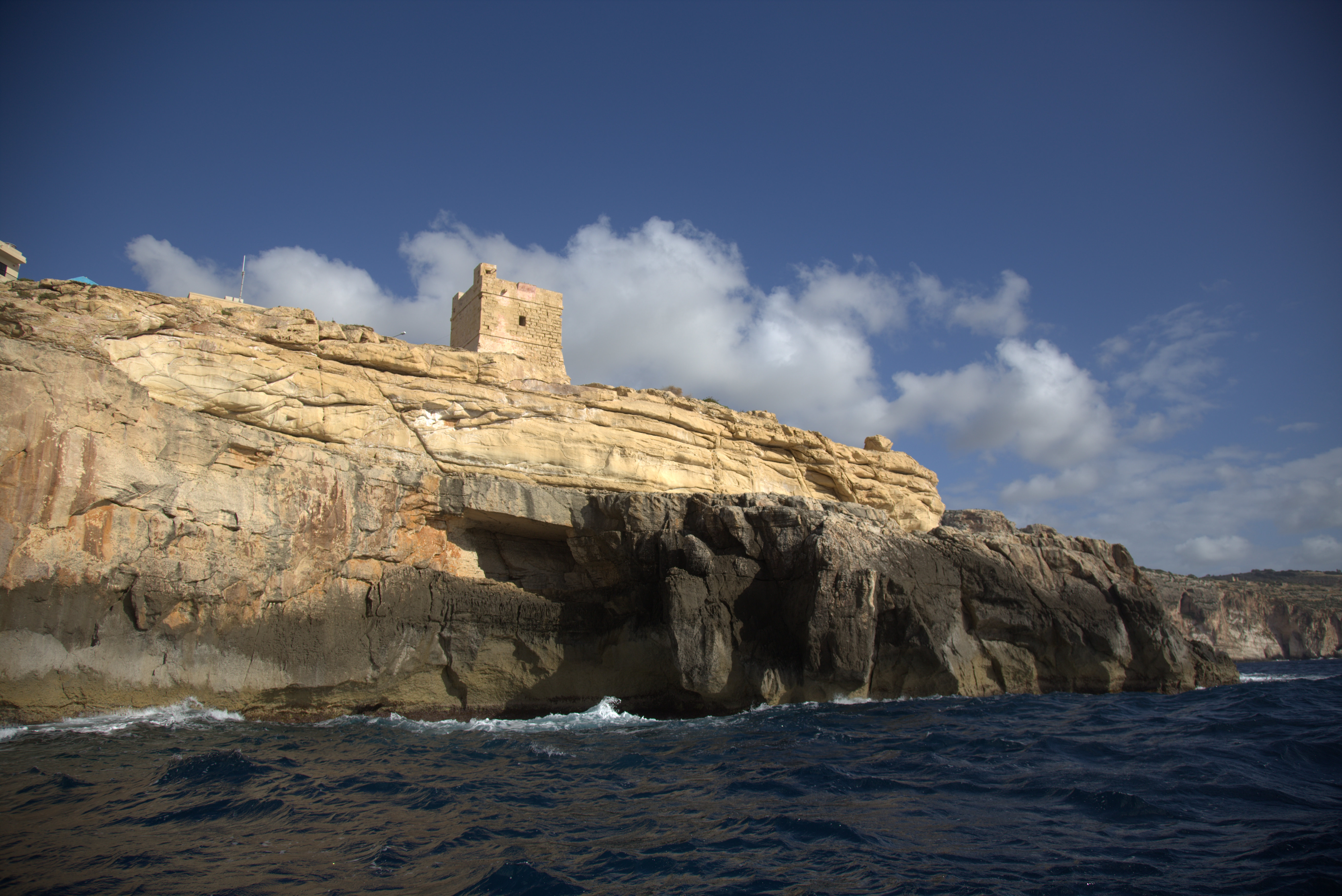
A torony látképe a tengerről

## Fordítás
Ez a szócikk részben vagy egészben  a   Sciuta Tower című angol Wikipédia-szócikk fordításán alapul.  Az eredeti cikk szerkesztőit annak laptörténete sorolja fel. Ez a jelzés csupán a megfogalmazás eredetét és a szerzői jogokat jelzi, nem szolgál a cikkben szereplő információk forrásmegjelöléseként.

## Külső hivatkozások
- A máltai szigetek kulturális javainak nemzeti jegyzéke

## További irodalom
- Nicola Said (2015). Malta Airport Foundation. nicolasaid.com. Retrieved 29 June 2016.